# Royal Brussels Poseidon
Fondé en 1897 sous le nom de Brussels Swimming and Water-Polo Club, le Royal Brussels Poseidon (RBP) est un club belge de natation, de plongeon et de water-polo de Bruxelles.

## Historique
Sous le nom de Brussels Swimming and Water-Polo Club (BSC), le « Brussels » est fondé le 11 mars 1897 à l'initiative d'Oscar Grégoire et d'autres sportifs du Cercle des régates de Bruxelles. Il est alors installé au Bain royal, rue du Moniteur. Dès 1897, un de ses membres, Victor Sonnemans gagne un titre international de plongeon, à Londres.
Une équipe de water-polo est constituée en 1898 qui remporte le championnat du monde de 1903, organisé à Paris, puis huit des onze premiers championnats de Belgique de 1904 à 1913. Les poloïstes du BSC s'illustrent pendant la Première Guerre mondiale au sein de l'équipe militaire belge qui gagne les Jeux interalliés de 1919.
La première traversée à la nage de Bruxelles eut lieu le 26 juin 1910 au pont du canal lors d'une fête organisée par le club (BSC) en collaboration avec la l'Administration Communale de Laeken. Le 3 septembre 1911, le Club réorganisa l'épreuve qui fut disputée cette fois au Bois de la Cambre sous le regard étonné d'un public nombreux. Cette idée prit racine et l'épreuve fut reconduite d'année en année sur une distance d'environ 4 km au départ soit du Marly au Pont Van Praet, soit au canal de Charleroi (Pont de Cureghem sur la chaussée de Mons). Ensuite cette épreuve prit une envergure internationale grâce au concours du journal La Dernière Heure/Les Sports. Félicien Courbet l'a gagnée plusieurs fois en brasse.
Devenue une société royale en 1922, le Royal Brussels Swimming Club accumule les titres en natation et en plongeon, notamment grâce à Martial van Schelle jusqu'à sa retraite sportive en 1932 et à l'entraînement des dames et des jeunes par Pierre Scheepers. Cependant, après deux titres nationaux en water-polo en 1929 et 1931, le club traîne en fin de classement de la première division.
L'après-Seconde Guerre mondiale pose pendant sept ans le problème de la piscine lorsque le vétuste Bain royal est fermé en 1947. Le club finit par être autorisé à occuper les Bains de Bruxelles, place du Jeu-de-Balle.
La situation contemporaine du club est issu de la fusion en 1961 du RBSC avec l'école municipale de natation, le Cercle des marsouins. La démocratisation des effectifs (mille trois cents membres en 1965) n'alla pas avec la possibilité d'une formation sportive de haut niveau. Le premier janvier 1965, le RBSCM fusionne avec le Club de natation Poseidon sous l'action de Gérard Blitz, animateur de ce dernier. Le nouveau club, Royal Brussels Poseidon cumulait la renommée et l'expertise du Brussels et la première piscine couverte de Bruxelles du Poseidon, construite à Woluwe-Saint-Lambert et disposant d'un bassin de 25 mètres.
Dans les années 1970, les plongeurs s'entraînent sous la direction du champion de Belgique Hugo Speelmans et, dans les années 1980, l'équipe de natation des AquaJets de la famille Trummer rejoint le club.
En 1981, l'équipe de water-polo remonte en première division, même si elle doit attendre 2005 pour s'imposer en championnat face aux trois principaux clubs du moment, le Cercle de natation de Tournai, les Dauphins mouscronnois et le Kortrijkse Zwemkring de Courtrai. Néanmoins, le club et sa piscine sont les acteurs et le cadre du premier match de water-polo belge enregistré par la RTBF en 1986, ainsi que de la première diffusion en direct d'un match belge en 1991.

## Palmarès water-polo masculin
- 11 titres de champion de Belgique : 1904, 1905, 1906, 1907, 1908, 1910, 1911, 1912, 1929, 1931 et 2005[3].
- 1 titre de coupe de belgique : 2014.

## Hommage aux membres du club morts pour la Patrie
1914-1918
Joux Paul - Saquin Marcel - Siersaeck Léopold - Raemaekers Jean - Van Sprangh Marcel - Vromant Albert
1940-1945
Boon René - Borlée Lucien - Chaerels Ernest - Crucifix Albert - Oester Jules - Portenart Carlo - Silverberg Robert - Storck Jacques - Van Ackère Robert - Van Den Heuvel Nandy - Van Schelle Martial

## Sources
- Recueil 60e anniversaire du Cercle des Régates de Bruxelles